# Крајпуташи Савковићима у Шилопају
Крајпуташи Савковићима у Шилопају (Општина Горњи Милановац) налазе се у близини пута Љутовница-Шилопај. Споменици су у изразито руинираном стању.

## Историјат
Крајпуташи су подигнути у знак сећања Савковиће – оца Чедомира и сина Драгослава, који су животе изгубили током Првог светског рата

## Опис споменика
Оба крајпуташа била су облику стуба, исклесани од непостојаног камена љутика који се распао на више комада. По аналогијама са сличним надгробницима, висина стубова вероватно је износила незнатно преко једног метра.

## Епитафи
Делови текста само се назиру и нису читљиви. Забележено је да је на једном споменику на предњој страни писало:
ЧЕДОМИРА САВКОВИЋА
А са бочне стране:
ДУШУ
ПРОСТИ
СПОМ
ДИЖЕ
АН
ГЕЛИНА
ИЗ ШИ
ЛОПАЈ
А